# ديوثيلية

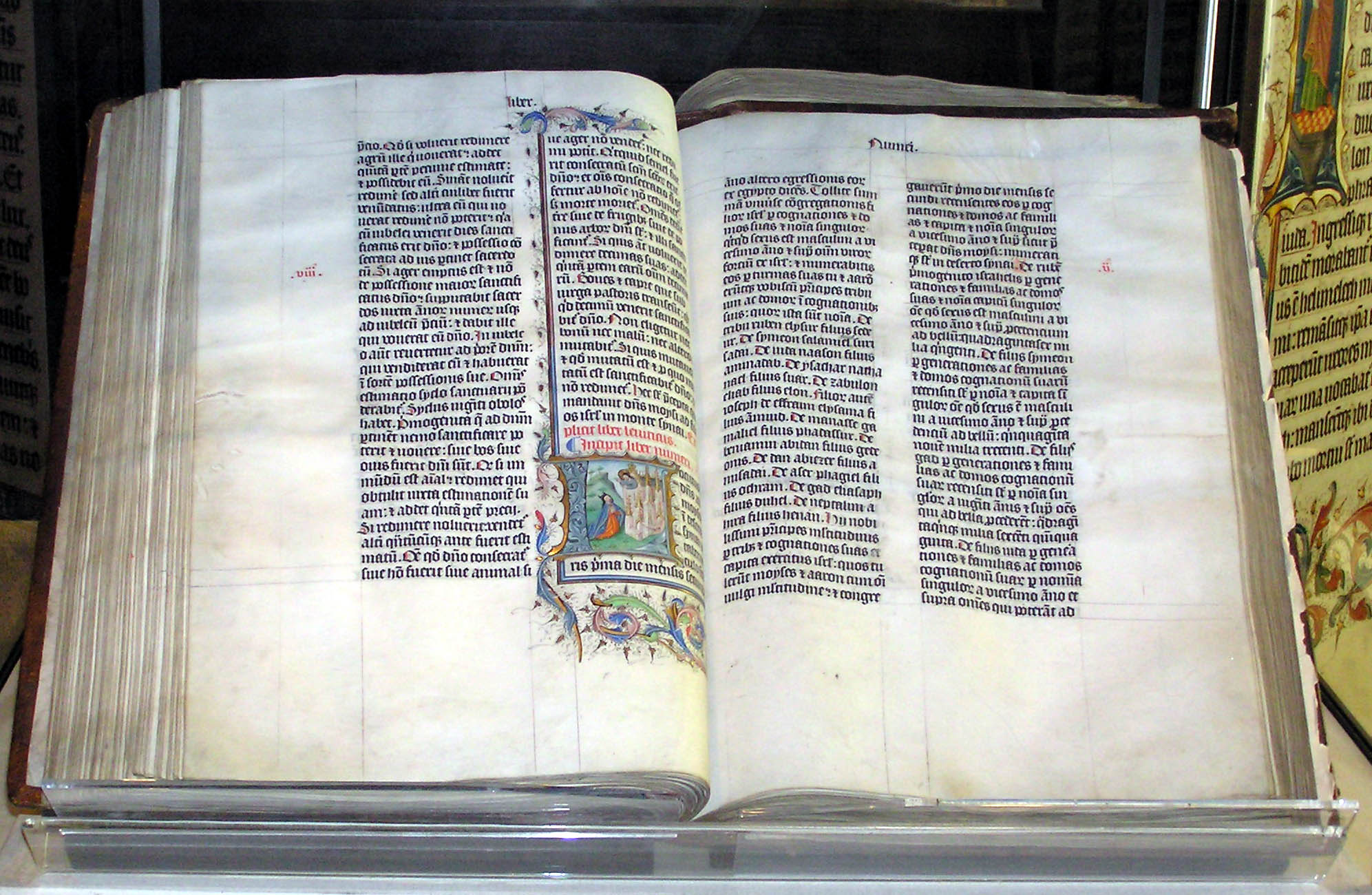

الديوثيلية أو المشيئتان هي عقيدة مسيحية مضادة للمونوثيلية ترى أن للمسيح طبيعتان ومشيئتان منفصلتان. تم تبني هذه النظرة لدى الكنائس الكاثوليكية والأرثوذكسية الشرقية بعد مجمع القسطنطينية الثالث.